# Plumetot
Plumetot est une commune française, située dans le département du Calvados en région Normandie, peuplée de 203 habitants (les Plumetotais).

## Géographie
La commune est située à dix kilomètres au nord de Caen. Couvrant 123 hectares, son territoire est le moins étendu du canton de Douvres-la-Délivrande.
| Cresserons | Cresserons | Cresserons          |
| Cresserons | Plumetot   | Hermanville-sur-Mer |
| Mathieu    | Mathieu    | Hermanville-sur-Mer |

### Hydrographie
La commune est située dans le bassin Seine-Normandie. Elle n'est drainée par aucun cours d'eau,.

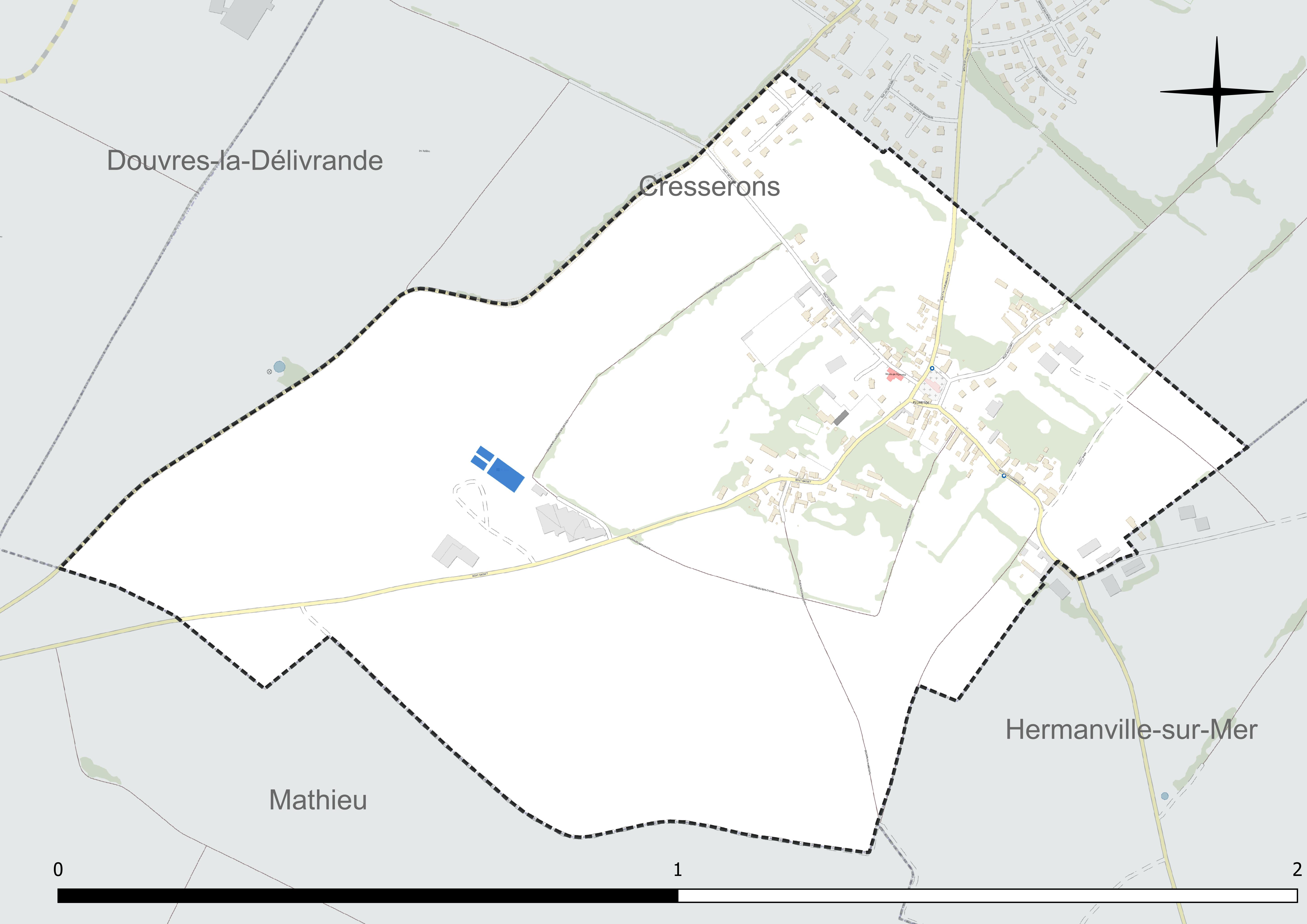
Réseau hydrographique de Plumetot.

### Climat
Pour des articles plus généraux, voir Climat de la Normandie et Climat du Calvados.
En 2010, le climat de la commune est de type climat océanique franc, selon une étude du CNRS s'appuyant sur une série de données couvrant la période 1971-2000. En 2020, Météo-France publie une typologie des climats de la France métropolitaine dans laquelle la commune est exposée à un climat océanique et est dans la région climatique  Normandie (Cotentin, Orne), caractérisée par une pluviométrie relativement élevée (850 mm/a) et un été frais (15,5 °C) et venté. Parallèlement le GIEC normand, un groupe régional d'experts sur le climat, différencie quant à lui, dans une étude de 2020, trois grands types de climats pour la région Normandie, nuancés à une échelle plus fine par les facteurs géographiques locaux. La commune est, selon ce zonage, exposée à un « climat des plateaux abrités », correspondant à la plaine agricole de Caen à Falaise, sous le vent des collines de Normandie et proche de la mer, se caractérisant par une pluviométrie et des contraintes thermiques modérées.
Pour la période 1971-2000, la température annuelle moyenne est de 10,9 °C, avec  une amplitude thermique annuelle de 11,8 °C. Le cumul annuel moyen de précipitations est de 693 mm, avec 11,9 jours de précipitations en janvier et 7,1 jours en juillet. Pour la période 1991-2020, la température moyenne annuelle observée sur la station météorologique la plus proche, située sur la commune de Bernières-sur-Mer à 8 km à vol d'oiseau, est de 11,7 °C et le cumul annuel moyen de précipitations est de 695,0 mm,. Pour l'avenir, les paramètres climatiques de la commune estimés pour 2050 selon différents scénarios d'émission de gaz à effet de serre sont consultables sur un site dédié publié par Météo-France en novembre 2022.

## Urbanisme

### Typologie
Au 1er janvier 2024, Plumetot est catégorisée petite ville, selon la nouvelle grille communale de densité à 7 niveaux définie par l'Insee en 2022.
Elle est située hors unité urbaine. Par ailleurs la commune fait partie de l'aire d'attraction de Caen, dont elle est une commune de la couronne,. Cette aire, qui regroupe 296 communes, est catégorisée dans les aires de 200 000 à moins de 700 000 habitants,.

### Occupation des sols
L'occupation des sols de la commune, telle qu'elle ressort de la base de données européenne d'occupation biophysique des sols Corine Land Cover (CLC), est marquée par l'importance des territoires agricoles (79,8 % en 2018), une proportion sensiblement équivalente à celle de 1990 (80,3 %). La répartition détaillée en 2018 est la suivante : 
terres arables (79,8 %), zones urbanisées (20,2 %). L'évolution de l'occupation des sols de la commune et de ses infrastructures peut être observée sur les différentes représentations cartographiques du territoire : la carte de Cassini (XVIIIe siècle), la carte d'état-major (1820-1866) et les cartes ou photos aériennes de l'IGN pour la période actuelle (1950 à aujourd'hui).

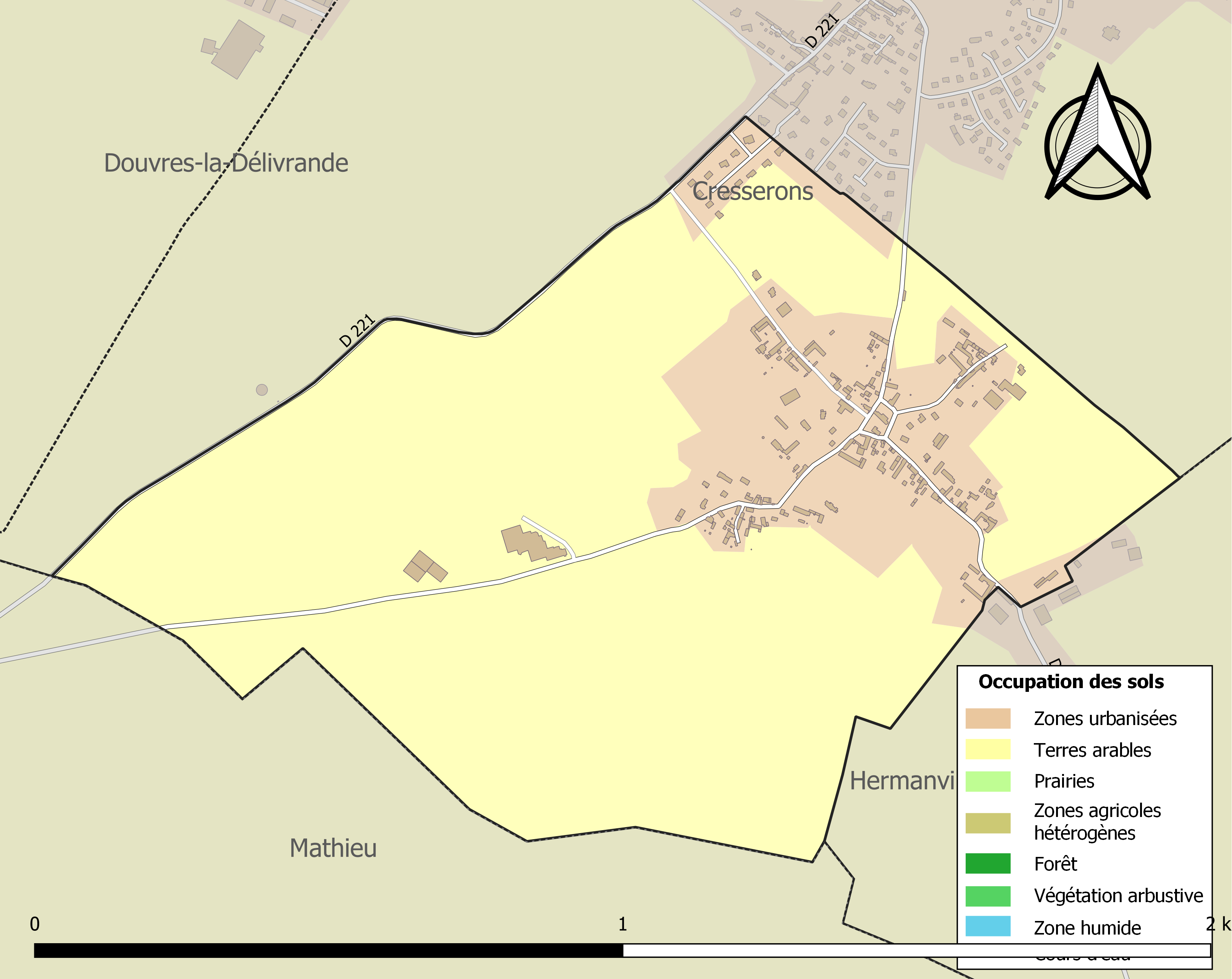
Carte des infrastructures et de l'occupation des sols de la commune en 2018 (CLC).

## Toponymie
Le nom de la localité est attesté sous la forme Plumetot en 1195 et 1224.
Il s'agit d'un type toponymique anglo-scandinave en -tot. L'appellatif tot est issu du vieux scandinave topt,/ toft « terrain constructible », puis « ferme ». Le premier élément Plume- est donné pour un anthroponyme germanique par la plupart des sources toponymiques, c'est-à-dire Blom- ou Blum,, sans doute les auteurs pensent-ils à une attraction du substantif français plume pour expliquer cette évolution phonétique anormale. En effet les formes anciennes disponibles ne comportent pas un B- initial, mais bien un P-. En outre, l'opposition entre le groupe bl- et le groupe pl- est pertinente en normand où blanc / blanque « blanche » par exemple ne saurait être confondu avec plan / planque « planche ». De plus, phonétiquement *Blum-topt aurait abouti vraisemblablement à *Bluntot. Enfin l'association de l'appellatif d'origine scandinave tot avec un nom franc rare est improbable, d'autant plus qu'il existe au moins un autre Plumetot dans la Manche.
Selon une hypothèse émise antérieurement et reprise plus récemment, Plume- représenterait le saxon plumme « prune, prunier » ou un élément que les auteurs anglais identifient dans les noms de lieux britanniques Plumford, Plumland, Plumley, Plumstead, comme représentant l'anglais plum / plym  « prune, prunier » (comprendre le vieil anglais plūme « prune, prunier »). L'ancien scandinave correspondant est plóma de même sens et auquel ce toponyme a été rattaché dans une publication intermédiaire, mais qui convient moins bien phonétiquement. Le sens global serait donc celui de « terrain, ferme des pruniers ». Cette suggestion est confortée par l'existence de noms d'arbres dans les formations toponymiques en -tot, dont des arbres fruitiers peut-être dans les Prétot (Prétot-Sainte-Suzanne, Manche, Piretot vers 1164 ; Prétot-Vicquemare, Seine-Maritime, Peretot vers 1210 et Prétot à Étainhus, Seine-Maritime, Peretot fin XIIe siècle) qui remontent à un composé anglo-scandinave Pyriġ-topt avec le vieil anglais pyriġ, pere « poirier », ou entièrement scandinave *Pera-topt avec le vieux scandinave pera « poirier ».
Remarque : le ū long latin [u:] a régulièrement donné u [y] en français, voir latin populaire plūma > plume ; pūru > pur; latin lūna > lune, etc. Il en est de même pour les emprunts au germanique.
Homonymie avec Plumetot, lieu-dit au Dézert (Manche).

## Histoire
Un aérodrome de campagne fut installé en 1939. Cet aérodrome (situé en fait sur la commune de Mathieu, mais néanmoins dénommé Plumetot du fait de sa proximité avec le village) connut d'abord les Français, les Allemands puis finalement à partir du soir du 10 juin 1944 les Britanniques (aérodrome codé B10). Ces derniers installèrent une piste en asphalte de 1 200 mètres. Après la guerre, tout a disparu et est retourné à l'agriculture.

## Politique et administration
| Période                                  | Période        | Identité              | Étiquette | Qualité                        |
| ---------------------------------------- | -------------- | --------------------- | --------- | ------------------------------ |
| 1837                                     | 1840           | Jean Poupinel         | -         | -                              |
| 1863 ?                                   | 1863 ?         | Adolphe David Donnet  | -         | -                              |
| ?                                        | mars 2001      | Jean-François Mengin  | -         | -                              |
| mars 2001                                | avril 2014     | Georges Hamelin       | SE        | Agriculteur                    |
| avril 2014                               | septembre 2014 | Guillaume Lethuillier | SE        | Pharmacien                     |
| septembre 2014                           | En cours       | Jean-Pierre Tarlet    | SE        | Retraité (entreprise publique) |
| Les données manquantes sont à compléter. |                |                       |           |                                |

Le conseil municipal est composé de onze membres dont le maire et trois adjoints.

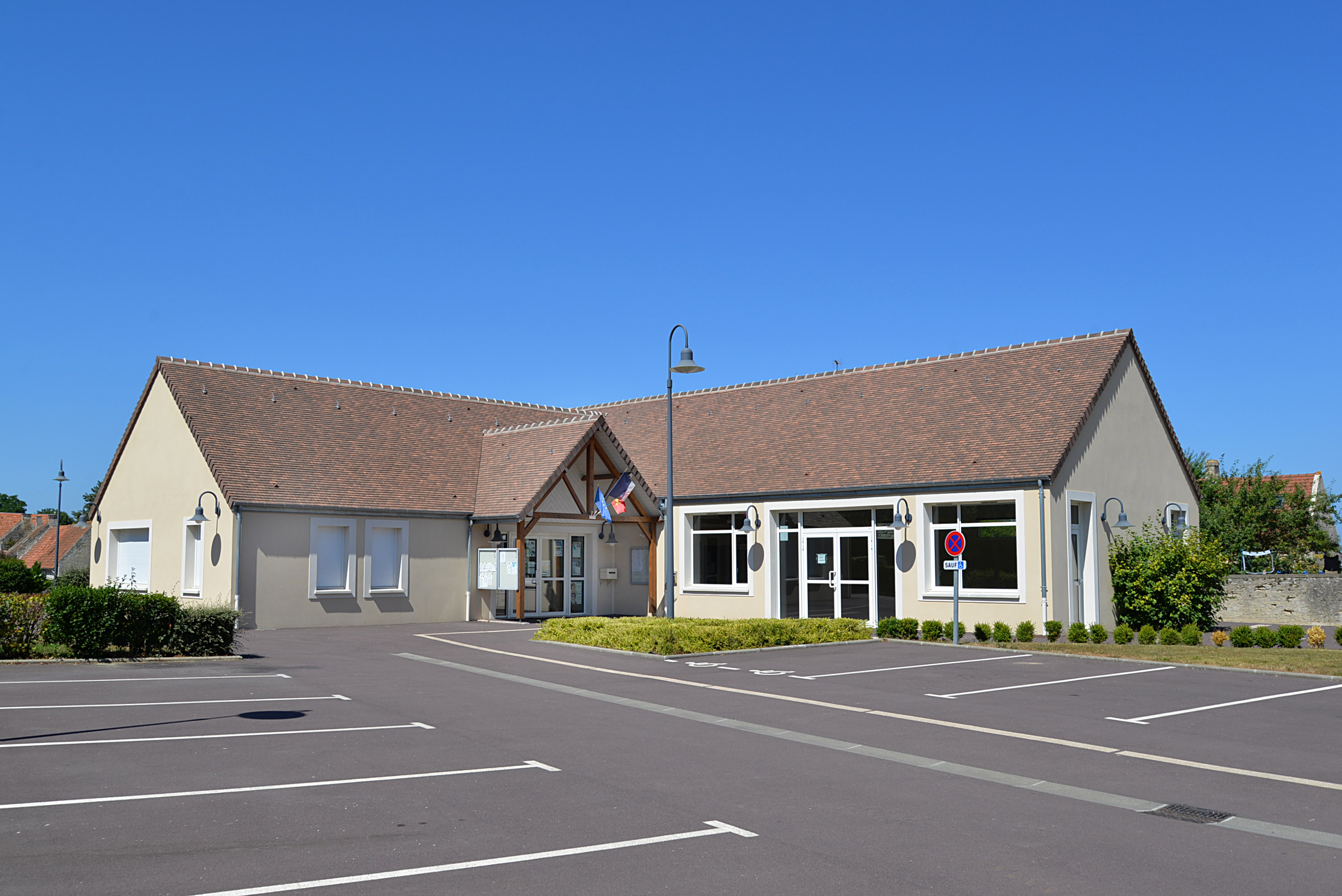
La mairie.

## Démographie
L'évolution du nombre d'habitants est connue à travers les recensements de la population effectués dans la commune depuis 1793. Pour les communes de moins de 10 000 habitants, une enquête de recensement portant sur toute la population est réalisée tous les cinq ans, les populations de référence des années intermédiaires étant quant à elles estimées par interpolation ou extrapolation. Pour la commune, le premier recensement exhaustif entrant dans le cadre du nouveau dispositif a été réalisé en 2007.
En 2022, la commune comptait 203 habitants, en évolution de −8,14 % par rapport à 2016 (Calvados : +1,58 %, France hors Mayotte : +2,11 %).
Plumetot a compté jusqu'à 456 habitants en 1821. Elle est la commune la moins peuplée du canton de Douvres-la-Délivrande
| 1793 | 1800 | 1806 | 1821 | 1831 | 1836 | 1841 | 1846 | 1851 |
| ---- | ---- | ---- | ---- | ---- | ---- | ---- | ---- | ---- |
| 346  | 401  | 416  | 456  | 424  | 407  | 402  | 409  | 387  |

| 1856 | 1861 | 1866 | 1872 | 1876 | 1881 | 1886 | 1891 | 1896 |
| ---- | ---- | ---- | ---- | ---- | ---- | ---- | ---- | ---- |
| 408  | 390  | 356  | 321  | 303  | 290  | 266  | 292  | 260  |

| 1901 | 1906 | 1911 | 1921 | 1926 | 1931 | 1936 | 1946 | 1954 |
| ---- | ---- | ---- | ---- | ---- | ---- | ---- | ---- | ---- |
| 237  | 232  | 244  | 191  | 185  | 176  | 184  | 192  | 193  |

| 1962 | 1968 | 1975 | 1982 | 1990 | 1999 | 2006 | 2007 | 2012 |
| ---- | ---- | ---- | ---- | ---- | ---- | ---- | ---- | ---- |
| 185  | 159  | 163  | 229  | 260  | 233  | 217  | 215  | 229  |

| 2017 | 2022 | - | - | - | - | - | - | - |
| ---- | ---- | - | - | - | - | - | - | - |
| 215  | 203  | - | - | - | - | - | - | - |

## Lieux et monuments
- Mémorial polonais, le V de la victoire[36].
- Manoir de Plumetot (XVIIIe siècle).
- Église Saint-Samson (XIIIe siècle), ancienne dépendance des évêques de Bayeux-Lisieux, qui fait l'objet d'une inscription au titre des monuments historiques depuis le 16 mai 1927[37].
- Cadran solaire du XVIIIe siècle rue Bout-Basset, placé sur une demeure datée de 1844[38].
- Maison plus ancienne du village datant de 1643[réf. nécessaire].

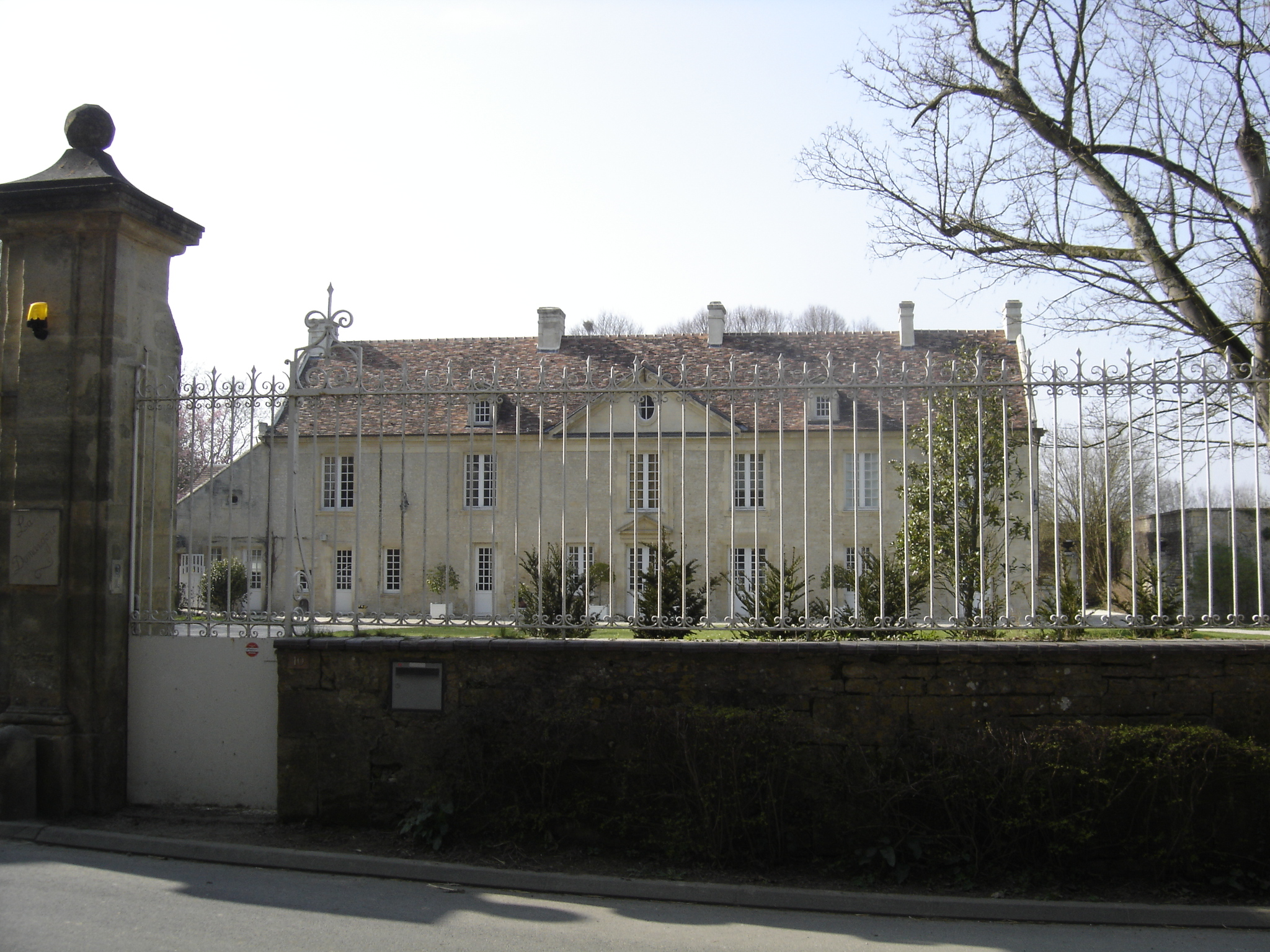
Le manoir de Plumetot.
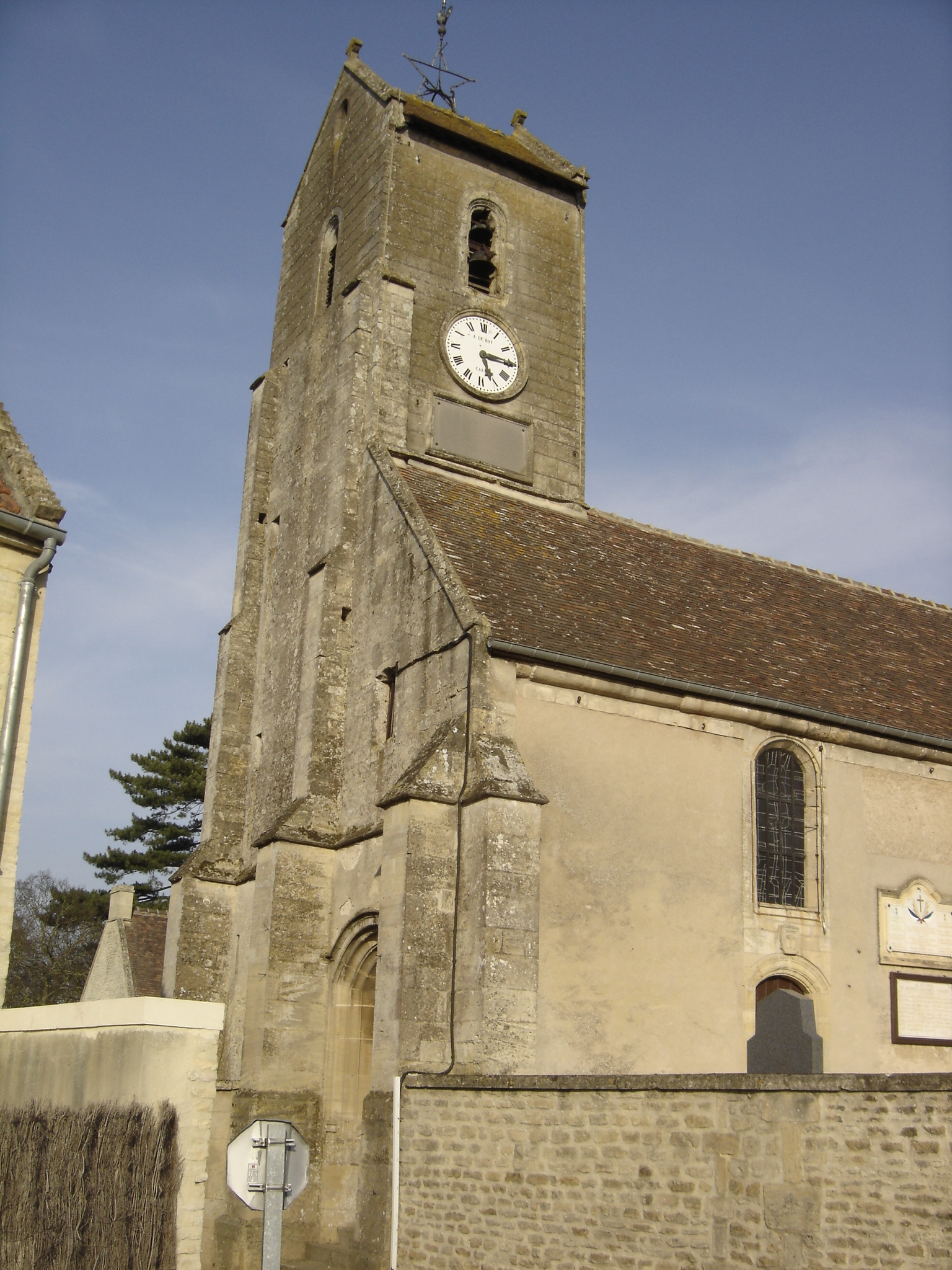
L'église Saint-Samson.
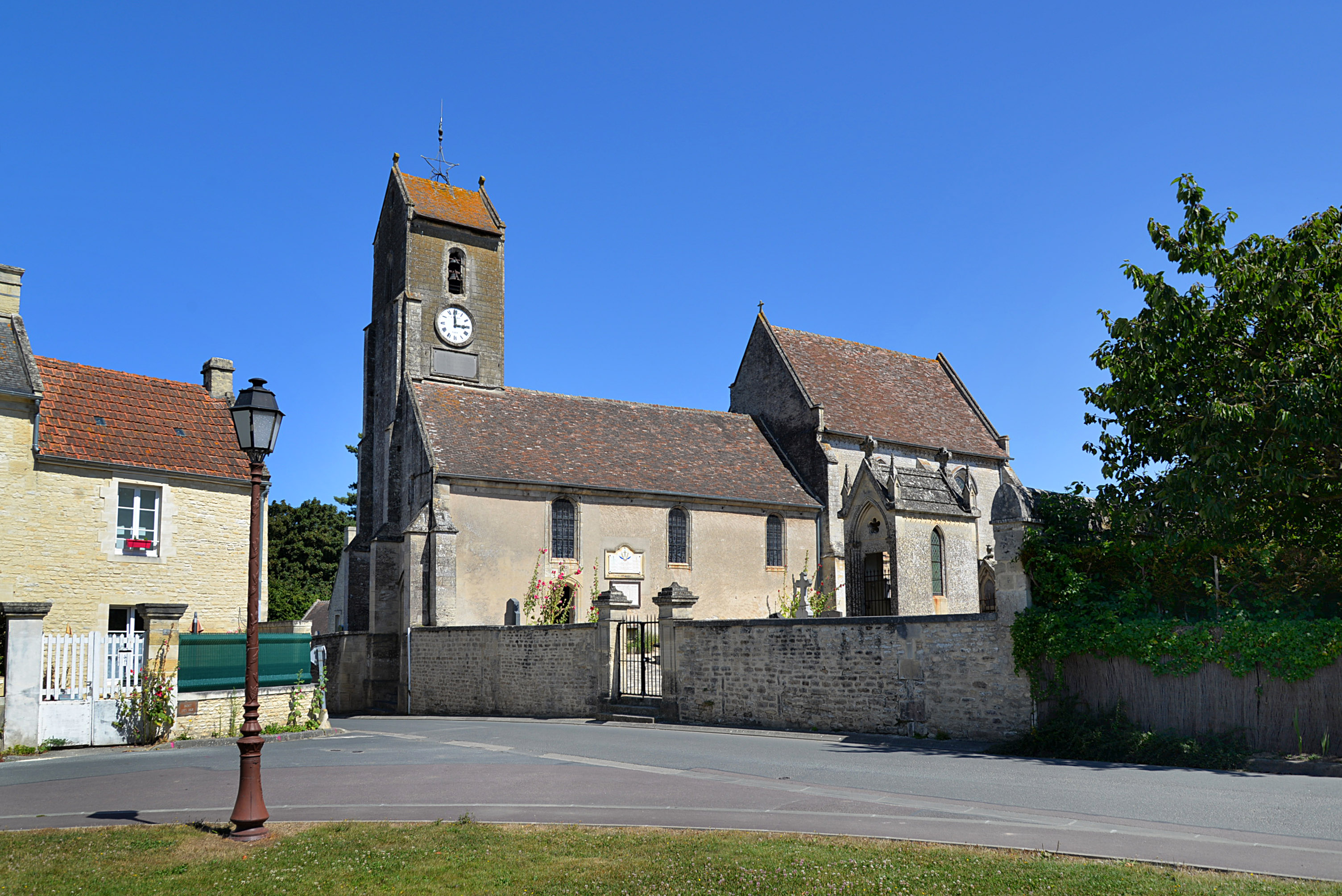
L'église Saint-Samson. Vue depuis la place.
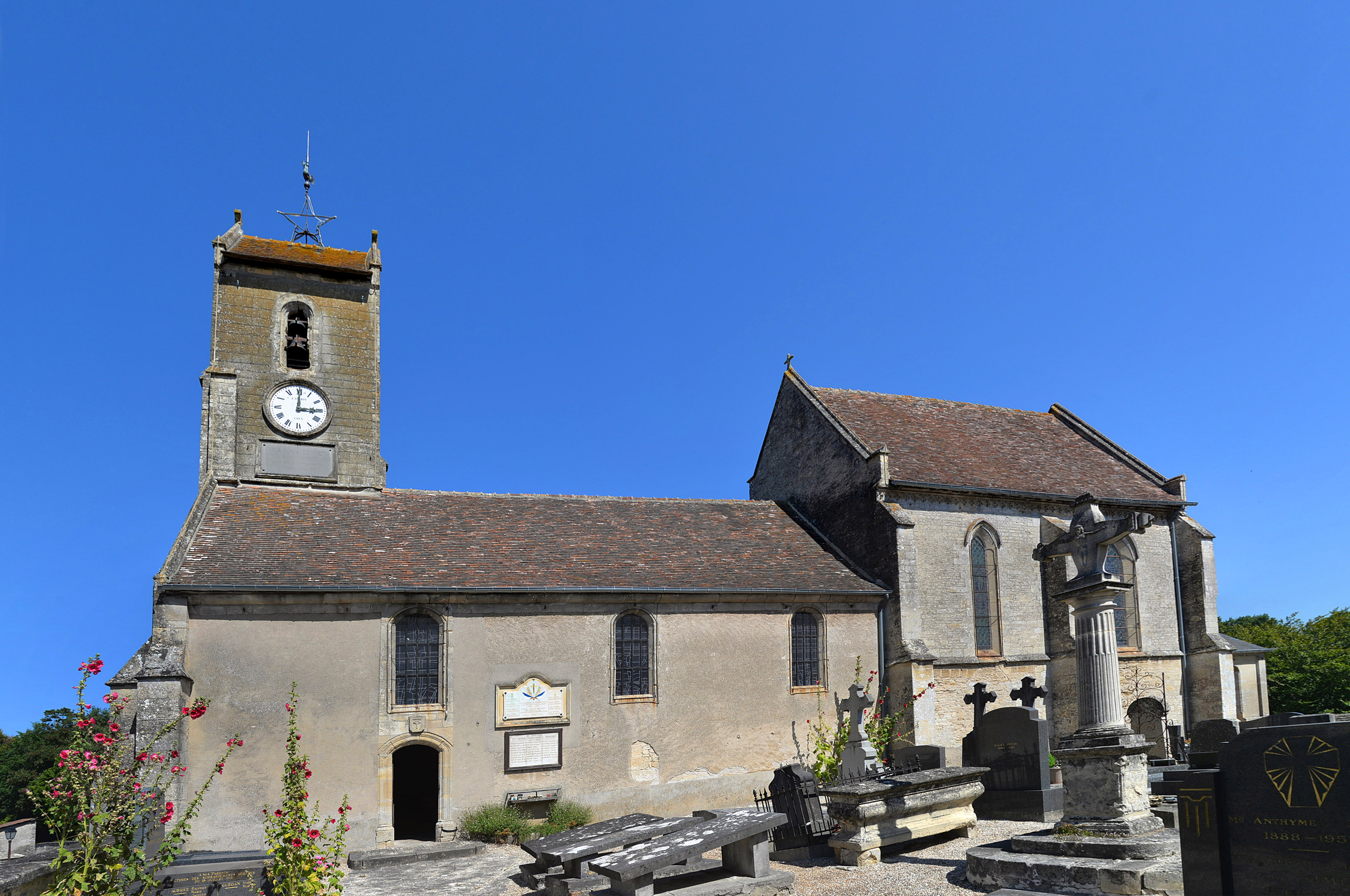
L'église Saint-Samson. Vue sud-ouest.
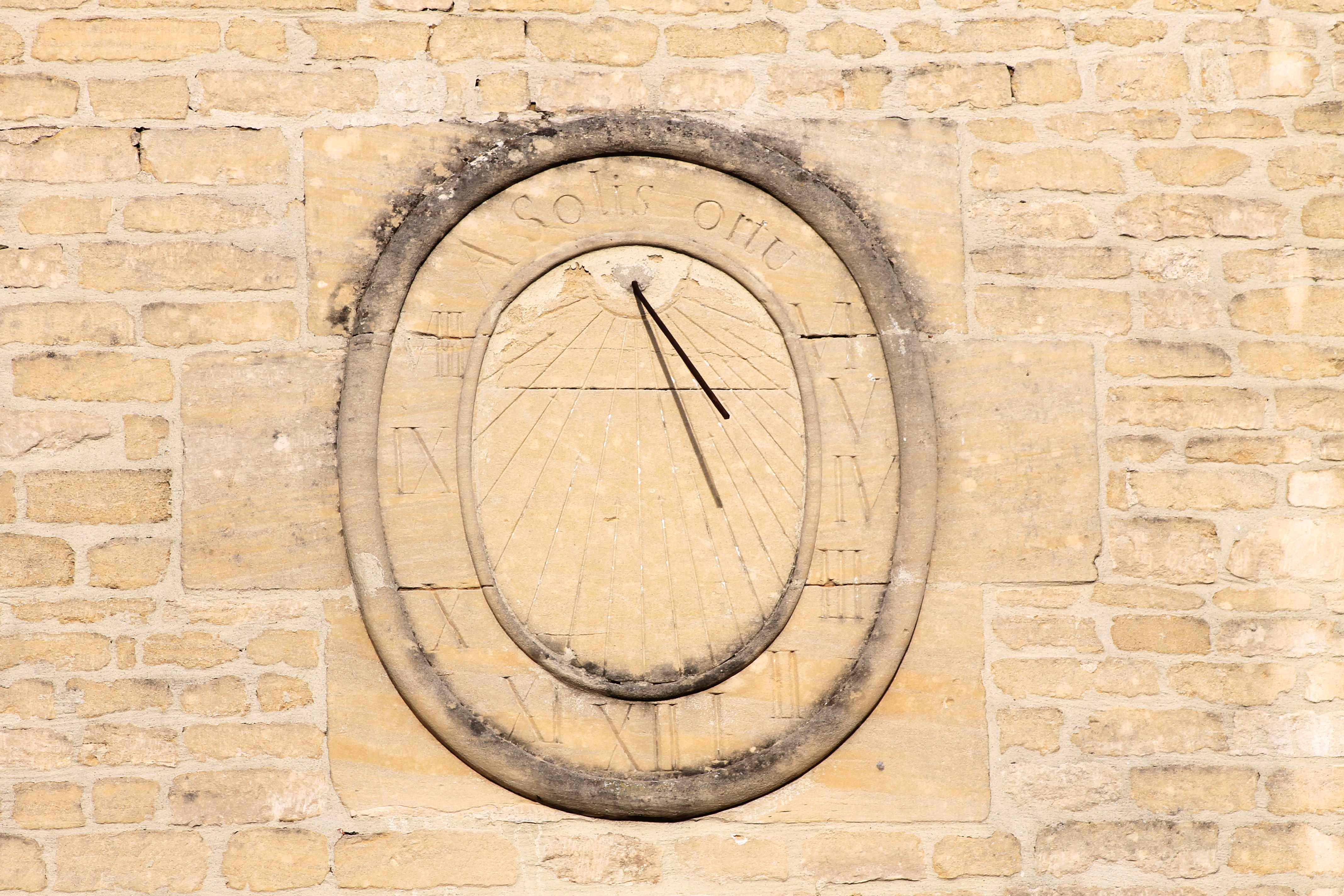
Cadran solaire.